# Ligamentum falciforme
Het ligamentum falciforme hepatis (Latijn, lett. sikkelvormige band van de lever) is een brede en dunne vouw van het peritoneum. Het ligament is sikkelvormig en strekt zich uit tussen de bovenste buikwand en de lever.
Het ligament loopt van ventraal naar dorsaal en scheidt hierbij de lever in een rechter- en een linkerlob. Het ligt zo schuin dat een kant naar voren (ventraal) en tegen het peritoneum achter de rechter rechte buikspier en het diafragma aanligt, terwijl de andere kant naar achteren ligt (dorsaal) en tegen de linker leverkwab aanligt. Het strekt zich naar beneden uit tot de navel en het verdeelt de lever aan de oppervlakte in de rechter en linker leverlob. Het ligamentum falciforme ontstaat door de groei van de lever in het embryonale stadium, hierdoor wordt het ventrale mesoderm uit elkaar geduwd waaruit deze dubbele omslagplooi ontstaat. Aan de diafragmatische zijde van de lever ontstaat hierdoor de area nuda die zonder tussenkomst van een mesoderm tegen het diafragma ligt. Dit ligament bevat in zijn vrije rand het embryonale overblijfsel van de navelader (vena umbilicalis), die tijdens de zwangerschap via de navel verbonden is met de placenta om voedingsstoffen uit het moederlijk bloed te ontvangen.
Het ligament bestaat uit twee lagen van het peritoneum die dicht tegen elkaar aanliggen. Aan de onderkant (caudaal), waar de twee lagen wat losser van elkaar liggen, bevinden zich het ligamentum teres hepatis en de venae adumbilicares.
Het ligamentum falciforme ontstaat in de tweede maand van ontwikkeling van het embryo uit het mesenterium ventrale.

## Aanvullende afbeeldingen

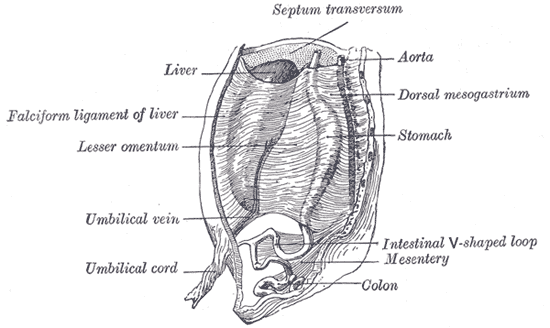
Het mesenterium primitivum van een zes weken oud menselijk embryo, halfschematisch.
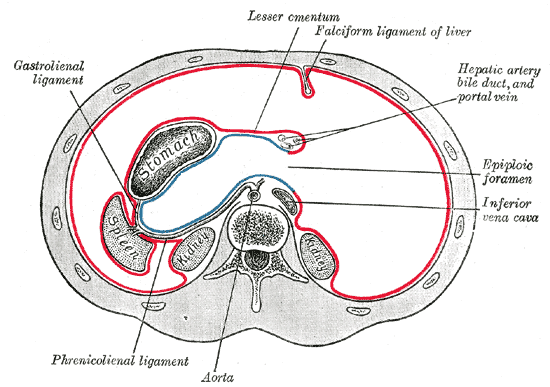
Horizontale ligging van het peritoneum in het bovenste gedeelte van de buik.
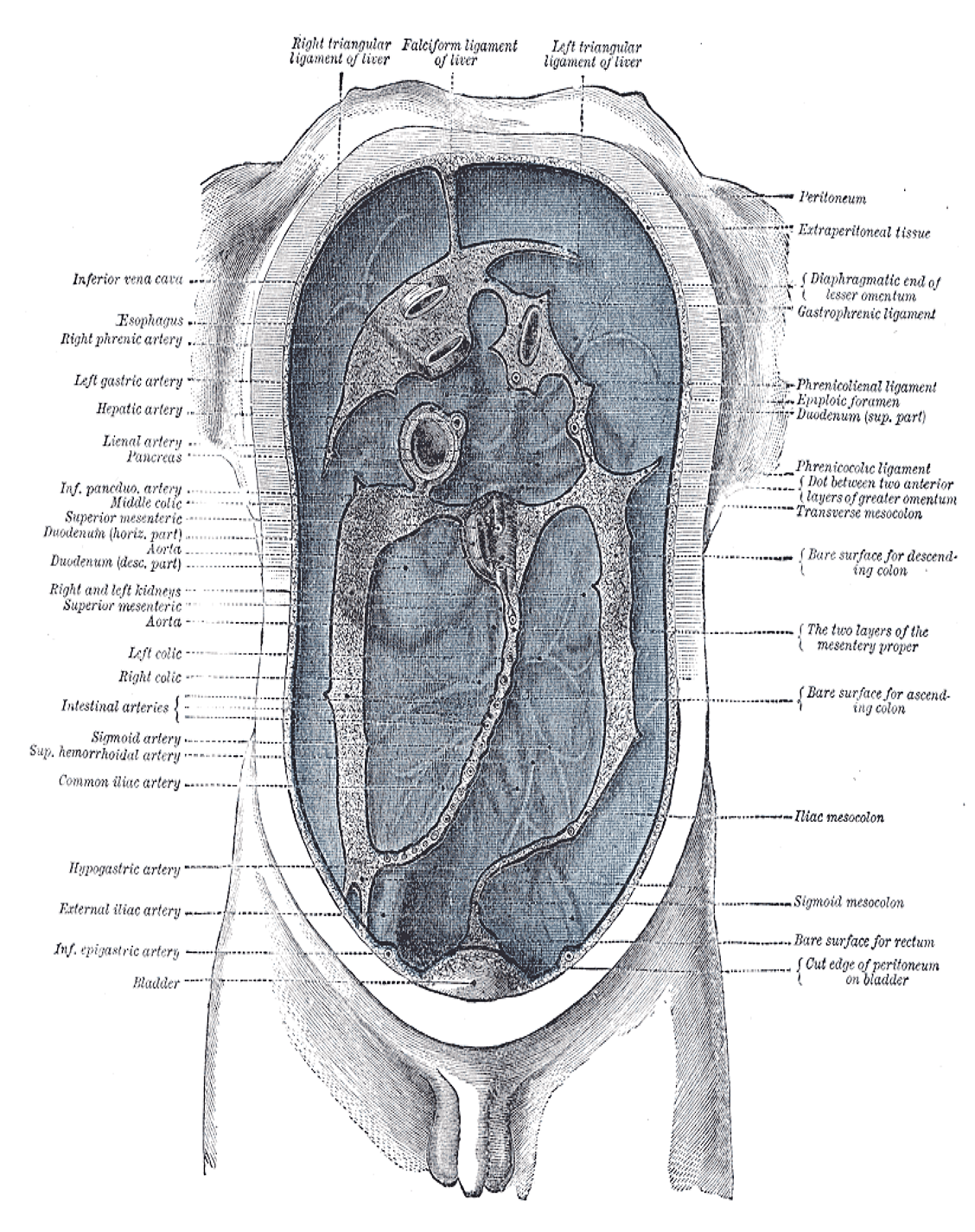
Diagram waarbij de lijnen aangeven waar het peritoneum de buikwand verlaat en de organen binnendringt.